# Copa Interclubes Kagame 2002
La Copa Interclubes Kagame 2002 es la 28.ª edición de este torneo de fútbol a nivel de clubes de África organizado por la CECAFA y que contó con la participación de 10 equipos representantes de África Central y África Oriental, 2 equipos más que en la edición anterior.
El torneo cambió de nombre debido a que el presidente de Ruanda Paul Kagame se convirtió en el principal patrocinador del torneo, el cual vio campeón al Simba SC de Tanzania luego de vencer al Prince Louis FC de Burundi en la final disputada en Zanzíbar para ganar el título por sexta ocasión, mientras que el campeón de las dos ediciones anteriores, el Tusker de Kenia fue eliminado en la fase de grupos.

## Fase de grupos

### Grupo A
| Equipo 1    | Resultado | Equipo 2    |
| ----------- | --------- | ----------- |
| Mlandege FC | 1-1       | Villa SC    |
| APR FC      | 0-1       | Mlandege FC |
| Oserian FC  | 1-1       | Mebrat Hail |
| APR FC      | 0-0       | Villa SC    |
| Mlandege FC | 0-0       | Oserian FC  |
| Mebrat Hail | 2-2       | Villa SC    |
| APR FC      | 5-1       | Oserian FC  |
| Mlandege FC | 1-1       | Mebrat Hail |
| Villa SC    | 1-0       | Oserian FC  |
| Mebrat Hail | 1-1       | APR FC      |

| Club        | G | E | P | GF | GC | Pts |
| ----------- | - | - | - | -- | -- | --- |
| Villa SC    | 1 | 3 | 0 | 4  | 3  | 6   |
| Mlandege FC | 1 | 3 | 0 | 3  | 2  | 6   |
| APR FC      | 1 | 2 | 1 | 6  | 3  | 5   |
| Mebrat Hail | 0 | 4 | 0 | 5  | 5  | 4   |
| Oserian FC  | 0 | 2 | 2 | 2  | 7  | 2   |

### Grupo B
| Equipo 1        | Resultado | Equipo 2        |
| --------------- | --------- | --------------- |
| Forodha FC      | 0-2       | Tusker          |
| Elman FC        | 0-0       | Simba SC        |
| Prince Louis FC | 1-1       | Tusker          |
| Forodha FC      | 0-1       | Elman FC        |
| Simba SC        | 2-1       | Prince Louis FC |
| Tusker          | 0-0       | Elman FC        |
| Simba SC        | 3-1       | Forodha FC      |
| Elman FC        | 0-2       | Prince Louis FC |
| Simba SC        | 1-0       | Tusker          |
| Prince Louis FC | 3-1       | Forodha FC      |

| Club            | G | E | P | GF | GC | Pts |
| --------------- | - | - | - | -- | -- | --- |
| Simba SC        | 3 | 1 | 0 | 6  | 2  | 10  |
| Prince Louis FC | 2 | 1 | 1 | 7  | 4  | 7   |
| Tusker          | 1 | 2 | 1 | 3  | 2  | 5   |
| Elman FC        | 1 | 2 | 1 | 1  | 2  | 5   |
| Forodha FC      | 0 | 0 | 4 | 2  | 9  | 0   |

## Semifinales
| 1 de marzo de 2002 | Villa SC | 0:2 | Prince Louis FC         | Amman Stadium, Ammán, Zanzíbar |  |
|                    |          |     | Gasana 40' · Nsabah 67' |                                |  |

| 10de marzo del 2002 | Simba SC                      | 2:0 | Mlandege FC | Unguja National Stadiumt, Unguja, Zanzíbar |  |
|                     | Macho 37' · Rashid 90' (pen.) |     |             |                                            |  |

## Tercer Lugar
| 3 de marzo de 2002 | Mlandege FC | 1:1 (3-1 p) | Villa SC  | Unguja National Stadium, Unguja, Zanzíbar |  |
|                    | Mohamed 1'  |             | Abeid 65' |                                           |  |

## Final
| 3 de marzo de 2002 | Simba SC | 1:0 | Prince Louis FC | Amman Stadium, Amán, Zanzíbar |  |
|                    | Nteze 6' |     |                 |                               |  |

## Campeón
| Copa Interclubes Kagame 2002 |
| ---------------------------- |
| Bandera de Tanzania          |
| Simba SC 6º Título           |